# Amphipoea velata
Amphipoea velata är en fjärilsart som beskrevs av Walker 1865. Amphipoea velata ingår i släktet Amphipoea och familjen nattflyn. Inga underarter finns listade i Catalogue of Life.